# Ordine basiliano aleppino dei melchiti
L'Ordine basiliano aleppino dei melchiti (in latino Ordo basilianus aleppensis melkitarum) è un istituto di vita consacrata della Chiesa cattolica greco-melchita. I religiosi di quest'ordine monastico, detti aleppini, pospongono al loro nome la sigla B.A.

## Storia
Venne fondato nel 1824 da un gruppo di monaci separatisi dall'Ordine basiliano di San Giovanni Battista e venne approvato dalla Santa Sede nel 1832.
Al 31 dicembre 2005 l'ordine contava 8 monasteri e 29 religiosi, 26 dei quali sacerdoti.